# 164-я стрелковая дивизия (1-го формирования)
Не следует путать со 164-й стрелковой дивизией 2-го формирования
164-я стрелковая дивизия 1-го формирования — воинское соединение Вооружённых сил СССР, принимавшее участие в Великой Отечественной войне.
Полное наименование дивизии: 164-я стрелковая дивизия

## История формирования дивизии
Дивизия была сформирована в Орше (Белорусский особый военный округ) в 1939 году. В действующей армии с сентября 1939 года по ноябрь 1941 года.
В сентябре 1939 года дивизия принимала участие в боевых действиях против польских войск в Западной Белоруссии и по состоянию на 2 октября 1939 года входила в состав 16-го стрелкового корпуса 11-й армии, которая наступала в направлении на Ошмяны и Лиду.
С 5 ноября 1939 дислоцировалась в Лебедево, 27 ноября 1939 года отправлена в Петрозаводск, куда прибыла 22-27 декабря. После начала военных действий с Финляндией дивизия в конце декабря 1939 года была переброшена из Петрозаводска к Коллаа. 12 января 1940 года 164-я сд вошла в состав 1-го стрелкового корпуса 8-й армии.
В начале марта 1940 г. в соответствии с указаниями генерального штаба РККА в составе 8-й армии была создана группировка, целью которой было уничтожение финских сил в районе Лоймолы. В неё была включена и 164-я сд, которая должна была наступать с юга через шоссе и железную дорогу в направлении южного берега озера Суованъярви, тем самым выходя в тыл противнику, оборонявшемуся против 56-й сд. Однако данная операция, начавшаяся в последние дни войны, завершилась безрезультатно.
22 апреля — 3 мая 1940 года дивизия была погружена в эшелоны в Волховстрое и отправлена на Украину. С июня 1940 года находилась в составе Одесского военного округа, позднее Киевского.
На реке Прут 164-я стрелковая дивизия сменила пограничников. Покидая государственный рубеж, пограничники передали дивизии укрепленный берег.

### Участие в операциях и битвах
22 июня 1941 года 164-я дивизия, входившая в 17-й стрелковый корпус 12-й армии Юго-Западного фронта, располагалась на советско-румынской границе в районе Тарасауци.
- Приграничные сражения в Молдавии — с 22 по 26 июня 1941 года.

В составе действующей армии с 22 июня 1941 года. Ведёт бои с первых дней войны, обстреливая противника. С первого дня войны солдаты Антонеску пытались прорвать оборону дивизии вдоль Прута, но безуспешно. К концу недели их активность спала, и на границе воцарилось относительное затишье.
24 июня 1941 года 17-й стрелковый корпус был включён в состав 18-й армии Южного фронта.
Штабные землянки 164-й дивизии располагались на восточной окраине деревни Доликяны.
Начиная с 1 июля 1941 года противник не раз пытался форсировать Прут. Особенно упорно он рвался на мост возле железнодорожной станции Липканы. Наши войска сохранили мост для наступления, а теперь никак не могли его подорвать. Вражеские пулемёты и миномёты не подпускали к нему. Но и румыны не в силах были захватить его. Румынские войска потеряли два танка и больше взвода солдат. На следующий день противник при поддержке авиации снова бросился на мост. Стрелковый батальон старшего лейтенанта Петрова отбил все атаки. Поняв, что переправой ему не овладеть, враг перенес артиллерийский огонь на Новоселицы, который оборонял 144-й отдельный разведывательный батальон дивизии..
Разведбат дивизии занимал позицию вдоль государственной границы, которая на юге проходила по реке Прут, а севернее — по суше, на «пятачке». Весь вечер румынская артиллерия методически обрабатывала передний край батальона, отрезанный рекой.
Комдив Червинский организовал огневую поддержку дивизионной артиллерией пушек разведывательного батальона.
Мне вспомнились его слова: «Учти, капитан, двенадцать дней войны, а вся линия обороны семнадцатого корпуса нигде, ни в одном месте не прорвана. И если это случится на участке нашей дивизии, да ещё на месте обороны твоего батальона, подведешь не только себя — весь фронт. Понял?»
К десяти часам вечера артиллерийская дуэль закончилась, наступила тревожная тишина. Дивизионные разведчики вернулись с пустыми руками, они сообщили, что напротив «пятачка» земля гудит под ногами — идет активная подготовка к штурму границы.
И шум танков, и артподготовка против участка обороны батальона — лишь демонстрация. Маскируясь туманом, немецкий десант рассчитывал быстро преодолеть на надувных лодках плес и захватить на советском берегу реки плацдарм на стыке двух батальонов. Обман противнику не удался. Правда, как потом стало известно, основной удар гитлеровцы планировали левее 164-й дивизии, на участке соседней армии. Но и частный успех германское командование, конечно, не преминуло бы использовать.
Дивизия до 5 июля пресекала все попытки румын перебраться через Прут. Однако в связи с прорывами на других участках фронта она была вынуждена в ночь с 5 на 6 июля начать отступление за Днестр, где должна была занять оборонительные позиции на рубеже Курашовцы — Мурованые Куриловцы — Калюс — Бернашевка, препятствуя тем самым переправе противника через реку.
Как только стемнело, первыми тронулись в путь тыловые части 164-й дивизии. Затем штаб. За ним потянулись артиллерия и пехота. С позиций они снимались тихо, незаметно.
Южный фронт отличался своей организованностью, боеспособностью. Если почти на всех участках западной границы первый удар на себя приняли незначительные отряды пограничников, а полевые войска только выдвигались в приграничную зону, то на юге до начала войны границу охраняли соединения и части 18-й и 9-й армий. И здесь врагу долго не удавалось добиться успеха. Отход наших войск проходил спокойно, от одного рубежа к другому. Неприятель, хотя и имел тут значительный перевес в силах, все же продвигался гораздо медленнее, чем на центральном и северном направлениях.
На всем участке, где раньше оборону держали три полка дивизии, теперь остались всего три роты, которые ловко пускали противнику пыль в глаза. Лишь к утру 6 июля 1941 года румынские танки появились в двадцати километрах от Прута, которые ползли осторожно, присматриваясь к каждому кустику, холмику.
144-й отдельный разведывательный батальон оседлал развилку дорог, где три шоссе, идущих из Черновиц, Новоселиц и поселка Боян, сливались в одно — Хотинское. По какой бы дороге ни шел противник, ему не миновать разведбат. Батальон встретил его губительным огнем, тогда гитлеровцы начали обходить разведбат с флангов. Пришлось отвести подразделение на западную окраину Хотина и, учитывая тактику врага, по-иному организовать заслон на подступах к городу.
Вскоре к подразделению прибыл начальник оперативного отдела дивизии капитан Матвеев и передал приказ комдива:

Любыми средствами прикрыть переправу до 23.00

Батальон должен был не допустить противника к Днестру, задержать его продвижение на три часа. Матвеев сообщил, что мост через реку уже разбит, действуют пока лишь два понтонных моста: по одному переправляется 96-я горнострелковая дивизия, а по другому — 164-я дивизия. Северную окраину Хотина оборонял арьергард горнострелковой дивизии, а западную часть города и его южную окраину — 144-й отдельный разведбатальон. Ближайший путь к переправе со стороны неприятеля лежал через южную окраину Хотина. Там командир батальона расположил танковую роту и кавалерийский эскадрон.
В середине июля немцы прорвали Летичевский УР и начали наступление в южном и юго-восточном направлении. Кроме того, 17-18 июля противник форсировал Днестр у Липчан, Бронницы, Козлова и Ямполя. 19 числа 164 сд занимала рубеж по восточному берегу р. Лядова. 20 июля силами одного полка вела бой, имея задачей совместно с 96-й гсд концентрическим ударом на Томашполь уничтожить прорвавшегося из Бронницы противника.
К 23 июля дивизия закончила сосредоточение в лесу южнее Тростянец с целью выхода к лесу южнее Ободовки для совместных действий с частями 9-й армии по уничтожению противника в районе Кодымы. В ночь на 25 июля дивизия вышла в район Ободовки и начала наступление на юг, овладев Таркановкой, Бандуровкой и Белым Камнем. Было захвачено 6 орудий, 30 пулемётов и подбито 2 танка противника. Отсюда дивизия продолжила развивать наступление на Луги и Рыбки.
В результате боев 25-28 июля немцы овладели районом Гайсина и Теплика, выйдя на первомайском направлении к рубежу Плоское — Балта и образовав прорыв между 18-й и 9-й армиями шириной в 20-25 км. 18-я армия под натиском противника начала отступление. К исходу 29 июля 164-я сд с боем вышла к Южному Бугу и приступила к организации обороны на его восточном берегу на рубеже Гайворон — Завалье. На следующий день немцам удалось после боя овладеть п. Хащеватое и оттеснить дивизию к Могильно. К этому времени она уже потеряла 60 % личного состава и матчасть.
2 августа 18-я армия отошла на новую линию обороны. 164-я сд на рассвете 3 августа расположилась на рубеже Липовенька — Капитоновка, фронтом на запад, имея перед собой до двух пехотных полков немцев, её 531-й сп отходил на Лукашовку.
4-5 августа 17-й ск под огнём противника переправился в районе Чаусово на южный берег Буга, 164-я сд сосредотчилась при этом у с. Николаевка. К утру 6 августа отряд Сергиенко со сводным полком 164-й сд занимал рубеж Новоселки — Счастливое фронтом на восток, имея передовой отряд у Степановки. Их задачей было восстановление положения на р. Буг и занятие оборонительного рубежа Богдановка — Ивановка с целью отвлечения противника на себя.
В ночь на 7 августа остатки 164-й сд вместе со всей армией начали отступать на новый оборонительный рубеж к Любомировке, Доманевке и Молдавке.
15 августа дивизия, продолжая отход в восточном направлении, переправилась на восточный берег р. Ингул, ведя бой в тактическом окружении на фронте Пересадовки, ст. Грейгово, ст. Лоцкино, Доброй Криницы, Балацкого и Ингулкии и стремясь прорваться на Снигирёвку.
18 августа 18-я армия вышла к переправам через Днепр у Каховки и Новых Каир и 23-го числа закончила переправу на левый берег. 164-я сд сосредоточилась у Ушкалки, Нижнего Рогачика и Малой Лепатихи.
11 сентября армия продолжала укреплять занятые рубежи. Немцы в течение дня вели боевые действия против передовых частей 164-й сд. Группа противника переправилась через р. Подпильня и повела наступление по правому берегу р. Днепр на брод Конный в 4 км западнее Каменки. Вторая группа, переправившись через Подпильню южнее Копыловки, начала продвигаться к излучине Днепра, пытаясь захватить подразделения 164-й сд, однако была остановлена артогнём дивизии.
12 сентября дивизия овладела Горностаевкой, где захватила 2 противотанковых орудия (ПТО), 7 машин, 4 мотоцикла, 250 велосипедов и штабную машину с документами и печатями.
К утру 14 сентября 164-я сд занимала позиции в Михайловке, Завадовке и Марьинске, а 16-го, прикрываясь двумя батальонами на участке Михайловка — Великая Лепетиха, сосредоточила главные силы на рубеже Верхний Рогачик — Зелёная № 2 — Николаевка, продолжая сдерживать попытки противника переправиться на левый берег. К этому периоду в составе дивизии находилось 10733 бойца, среди вооружения у неё имелось 8576 винтовок, 207 пистолетов-пулемётов, 41 станковый пулемёт, 62 орудия, 16 ПТО и 21 миномёт.
На исходе 17 сентября 164-я сд вместе со 130-й сд и 96-й гсд вела бой в районе Верхнего Рогачика, Гюневки и Менчикур. 18-го числа она продолжила отступление, достигнув рубежа Бол. Знаменка — Незаможний — Нов. Алексеевка, а 20 сентября заняла положение у Балки и Шмальковки. 24 сентября дивизия производила усиленную боеразведку. Разведрота 620-го сп к исходу дня вела бой в 5 км северо-западнее Водянского, а разведотряд 531-го сп занял п. Розы Люксембург. 25 сентября продвижение последнего было остановлено сильным ружейно-пулемётным огнём в 5 км юго-восточнее Новоднепровки.
Утром 27 сентября 18-я армия во взаимодействии с войсками 9-й армии перешла в наступление, стараясь уничтожить менчикур-веселовскую группировку противника. 164-я сд, сломив на правом фланге армии сопротивление 3-й горнострелковой бригады румын, овладела Благовещенским, Новоднепровкой, Нововодяным, Троицким и Цветково. В этот же день она получила пополнение в количестве 200 человек.
В ночь на 29-е число дивизия вышла в район Водяное — Днепровка — Новотроицкий — Цветково, имея рубеж обороны на восточной окраине Каменки у перекрёстка дорог в 3 км западнее Днепровки. В 12.00 этого же дня немцы перешли в контрнаступление и к 15.00 вышли к дороге между Большой и Малой Белозерками. Ночью два полка 164-й сд сосредоточились в районе совхоза в 4 км северо-западнее Водянского, один полк прикрывал направление, занимая рубеж Балки — Новоднепровка.
Днём 30 сентября дивизия вела бой с противником силою до двух полков с 20 танками, наступавшим от Большой Белозерки в северо-восточном направлении.
Утром 1 октября 164-я сд двумя полками занимала рубеж Елизаветовка — совхоз в 4 км к северо-востоку от Большой Белозерки, третий полк находился во втором эшелоне. Днём немцы безуспешно пытались прорвать линию обороны дивизии.
2 октября в 3.00 дивизия начала перегруппировку с целью отхода на противотанковый оборонительный рубеж Балки — Воробьёвка. 3 октября 164-я сд совместно с другими частями 18-й армии обороняла рубеж Балки — озеро в 2 км северо-восточнее Водянского.
4 октября 18-я армия продолжила отступление. К исходу дня 164-я сд находилась в движении: один её полк подходил к Верхнему Токмаку, второй — к Новомунталю (ныне Переможне), третий — к Нейнассау. Утром 5 октября главные силы дивизии находились в районе Остроковки. В этот же день 1-й танковая армия вермахта вышла к Азовскому морю у Бердянска, взяв таким образом 18-ю армию в окружение у c. Черниговка.
К утру 10 октября остаткам 164-й сд вместе бойцами 176-й, 274-й дивизий и опергруппой штаба армии удалось прорваться из окружения в районе с. Новокарань, после чего строевые части прорвавшихся начали сосредоточение в районе ст. Иловайской. К утру 13-го числа остатки 164-й дивизии занимали позиции у Зуевки.
В ноябре дивизия без ведома наркома обороны была расформирована. Официально расформирование произошло 27 декабря 1941 года согласно приказу НКО СССР № 00131 «Перевод стрелковых дивизий на новые штаты (и расформировании соединений)».

## Состав
- 531-й стрелковый полк (капитан Е. В. Фесенко)
- 620-й стрелковый полк
- 742-й стрелковый полк
- 494-й артиллерийский полк
- 473-й гаубичный артиллерийский полк (до 20.10.41 г.)
- 230-й отдельный истребительно-противотанковый дивизион
- 180-й отдельный зенитный артиллерийский дивизион
- 144-й разведывательный батальон
- 186-й сапёрный батальон
- 213-й отдельный батальон связи
- 140-й медико-санитарный батальон
- 43-я отдельная рота химзащиты
- 172-й автотранспортный батальон
- 84-я полевая хлебопекарня
- 187-я дивизионная артиллерийская мастерская
- 1669-я полевая почтовая станция
- 1090-я полевая касса Госбанка

## Командиры
- Денисов, Сергей Иванович (сентябрь 1939 — январь 1941), комбриг
- Червинский, Анатолий Николаевич (15.01.1941 — 16.10.1941), полковник
- Владимиров, Владимир Яковлевич (17.10.1941 — 30.10.1941), полковник

## Подчинение
| Дата       | Фронт              | Армия      | Корпус                 |
| ---------- | ------------------ | ---------- | ---------------------- |
| 22.06.1941 | Юго-Западный фронт | 12-я армия | 17-й стрелковый корпус |
| 24.06.1941 | Южный фронт        | 18-я армия | 17-й стрелковый корпус |
| 10.07.1941 | Южный фронт        | 18-я армия | 17-й стрелковый корпус |
| 01.08.1941 | Южный фронт        | 18-я армия | 17-й стрелковый корпус |
| 01.09.1941 | Южный фронт        | 18-я армия | -                      |
| 01.10.1941 | Южный фронт        | 18-я армия | -                      |

## Герои Советского Союза
- Розка, Александр Антонович, лейтенант, командир огневого взвода 230-го отдельного дивизиона противотанковой обороны.